# Alex Rossi
Alex Rossi, né Alexandre Rossi le 3 janvier 1969, est un chanteur et parolier français d'origine italienne. Il a été défini comme « le plus italien des chanteurs français,,, ».

## Biographie

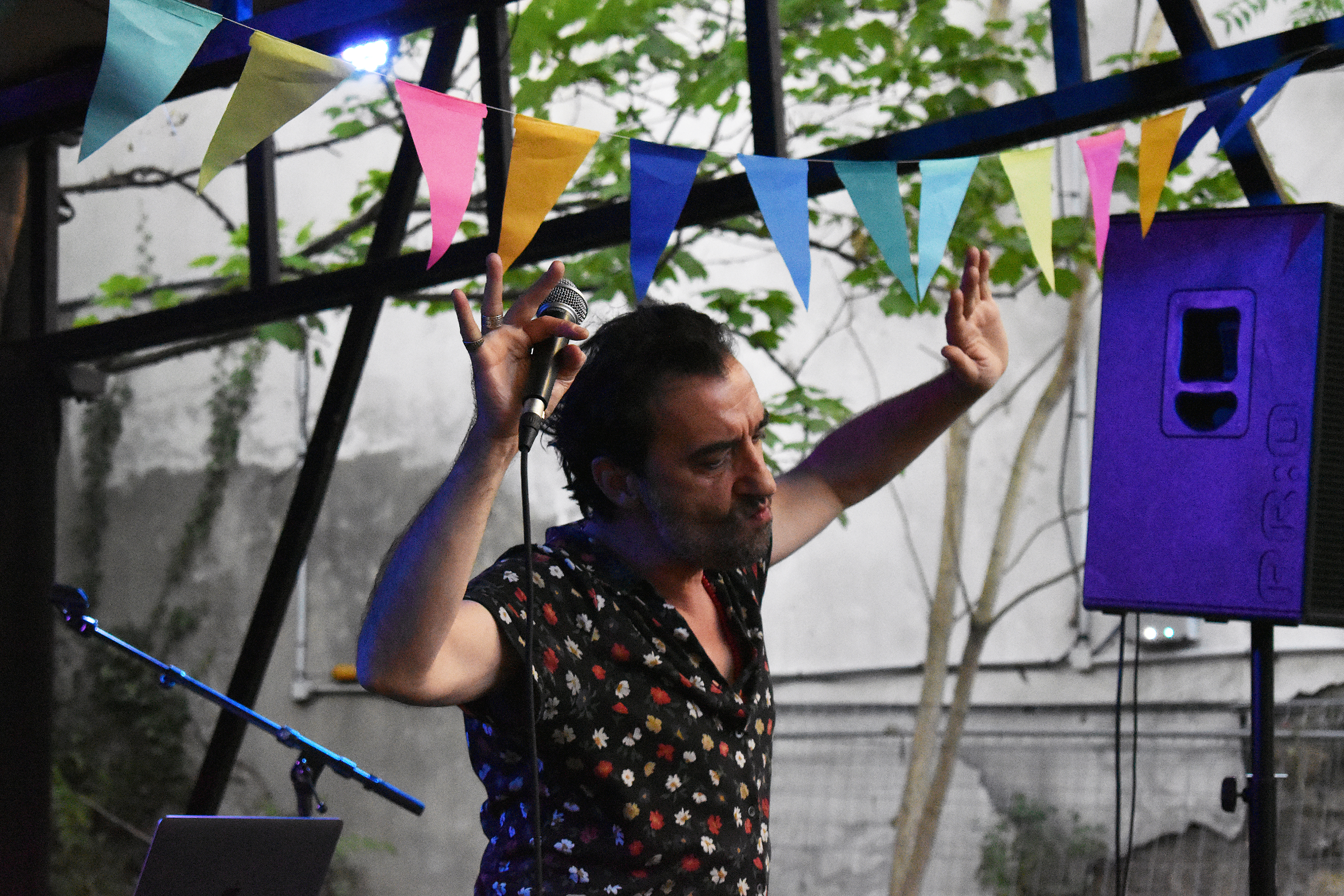

Alex Rossi est né le 3 janvier 1969 à Auch en France,, dans le Gers en Occitanie, où la famille paternelle, originaire de Campomolino, village de la commune de Gaiarine dans la province de Trévise en Vénétie, émigre après la première guerre mondiale pour travailler pour des propriétaires fonciers locaux,.
À 16 ans, il commence à travailler dans le domaine de la musique pour réalités locales, comme animateur pour Radio 32 en 1985 et disc jokey pour le club La nuit en 1986. Après des études de cinéma à l'université de Montpellier, en 1993, il s'installe à Paris, où il commence à travailler dans le secteur du cinéma et de la télévision, accomplissant les tâches les plus variées et continuant en tant qu'auteur et compositeur autodidacte de ses propres chansons. En 1997, il fait ses débuts dans l'industrie du disque, en signant d'abord un contrat avec Mercury, avec lequel il publie les singles Le cœur du monde en 1998 et Le bazar en 1999 et la collection Tour de chauffe en 1999, puis en 2000 un contrat avec Edel, avec lequel il publie le single A des 1000 nautiques en 2001.
Au cours des années suivantes, il commencé à écrire des chansons pour d'autres artistes, dont Axel Bauer, Dick Rivers et David Hallyday, en plus de publier à son nom le single et le clip vidéo Viens par ici en 2007, suivi de l'EP My life is a fucking demo et le 45 tours Je te prends, tous deux publiés par le label Bleeding Gold Records en 2010 et 2012 respectivement.
Le tournant artistique arrive en 2012, quand, redécouvrant ses origines ritals, il commence à publier des singles et des clips vidéo en italien. En 2012, il sort le clip vidéo L'ultima canzone, imprimé en 45 tours l'année suivante par le label Born Bad Records, suivi des clips vidéo Ho provato di tutto en 2013 et Domani è un'altra notte en 2016,,. Le projet culmine avec la sortie du premier album Domani è un'altra notte,,,,,,, publié par le label Kwaidan Records en 2019, dont les singles, le vidéoclips e les EP de remixes pour Tutto va bene quando facciamo l'amore , et Faccia a faccia, et l'EP pour Vivere senza te sont extraits. En 2020, avec l'actrice et compositrice Calypso Valois, il enregistre une reprise de Solo tu des Matia Bazar, imprimée sur 45 tours en 500 exemplaires,,, tandis que Tutto va bene quando facciamo l'amore  est utilisé comme jingle dans le programme Back2Back sur Rai Radio 2.
En 2022, il enregistre une reprise de Adesso sì, domani no pour la compilation hommage à Christophe De Jour comme de Nuit publiée par le label Deviant Disco et publie une nouvelle version de Tutto va bene quando facciamo l'amore  avec Ken Laszlo, exactement trois ans après la sortie de l'album Domani è un'altra notte,,,. En 2023, il participe à l'album Dance'O'Drome du producteur français Yuksek dans la chanson Fantasia, tandis qu'en 2024, il collabore avec le duo italo-disco milanais Italoconnection dans L'Haçienda.
En 2025, il sort le single L'amore fa volare, premier extrait de son deuxième album par le label Kwaidan Records et produit par Paul de Homem-Christo, alias Play Paul.

## Discographie

### Album
- 2019 - Domani è un'altra notte (Kwaidan Records)

### Singles et EP
- 1998 - Le cœur du monde (Mercury)
- 1999 - Tour de chauffe (Mercury)
- 1999 - Le bazar (Mercury)
- 2001 - A des 1000 nautiques (Edel)
- 2007 - Viens par ici
- 2010 - My life is a fucking demo (Bleeding Gold Records)
- 2012 - Break
- 2012 - Je te prends (participation Inès Olympe Mercadal) (Bleeding Gold Records)
- 2013 - L'ultima canzone (Born Bad Records)
- 2019 - Vivere senza te (Kwaidan Records)
- 2019 - Tutto va bene quando facciamo l'amore  (participation Jo Wedin) (Kwaidan Records)
- 2020 - Solo tu (participation Calypso Valois) (Kwaidan Records)
- 2020 - Italo amore (Lifelike vs Alex Rossi - Italo amore (Musumeci edit)) (Future Disco)
- 2020 - Faccia a faccia (Remixes) (Kwaidan Records)
- 2021 - Faccia a faccia (Play Paul Remix) (Kwaidan Records)
- 2022 - Tutto va bene quando facciamo l'amore (participation Ken Laszlo) (Kwaidan Records)
- 2023 - Tutto va bene quando facciamo l'amore (Alessio Peck Remix) (Kwaidan Records)
- 2023 - Tutto va bene quando facciamo l'amore (FakeFunk Remix Remix) (Kwaidan Records)
- 2023 - Tutto va bene quando facciamo l'amore (Marco Maiole Remix) (Kwaidan Records)
- 2025 - L'amore fa volare (Kwaidan Records)

### Compilations
- 2011 - 1'05 (Winter Records Volume 5) (Winter Records) (Alex Rossi - Parlons peu)
- 2011 - Cult of the hopeless (Bleeding Gold Records) (Alex Rossi - Dans la peau de John Kennedy Toole)
- 2012 - 11"x14" BGR Poster (Bleeding Gold Records) (Alex Rossi - Je te prends (Indoor Voices remix))
- 2013 - Sampler Digital - Février 2013 (Magic RPM) (Alex Rossi - L'ultima canzone, Rouge rose, Chair et canon)
- 2013 - Live tombés pour la France (Alex Rossi - L'ultima canzone)
- 2015 - Les experts en désespoir (Freaksville Records) (Alex Rossi & Frédéric Lo - La chanson la plus triste de monde)
- 2016 - Underground French pop: the sound of Freaksville Records 2006-2016 (Freaksville Records) (Alex Rossi & Frédéric Lo - La chanson la plus triste de monde)
- 2017 - Télévisée (Pschent Music) (Alex Rossi - Al dente)
- 2019 - La bande-son de l'automne 2019 (Les Inrockuptibles) (Alex Rossi - Vivere senza te (radio edit))
- 2020 - More or less disco (vol. 5) (Partyfine) (Alex Rossi - Tutto va bene quando facciamo l'amore  (Yuksek Dskotk remix))
- 2020 - Future Disco: Visions of Love (Future Disco) (Lifelike vs Alex Rossi - Italo amore (Musumeci edit))
- 2022 - Christophe, de Jour comme de Nuit (Deviant Disco) (Alex Rossi - Adesso sì, domani no)
- 2022 - Tsugi Club (Wagram Music) (Alex Rossi - Faccia a faccia (Italoconnection remix radio)')

### Collaborations

#### Albums
- 2003 - Axel Bauer - La désintégrale (Mercury) (coauteur Qui me protège ?)
- 2003 - Dick Rivers - Autorivers (Mouche Records / Une Musique) (coauteur En danseuse)
- 2004 - Ballu - Vol. 1 (coauteur Te touche pas ma biche)
- 2004 - David Hallyday - Satellite (Polydor) (coauteur D'un peu plus près)
- 2012 - Ballu - Vol. 2 (coauteur Te touche pas ma biche)
- 2013 - Sandie Trash - Salve regina (Bleeding Gold Records) (auteur Chienne de l'enfer, J'en ai vu d'autres, voix Mon amour vs)
- 2014 - David Madi - Amour nuit (Universal) (coauteur L'amour nuit)
- 2016 - Frédéric Lo - Juillet Août (B Original) (voix Con questo amore)
- 2018 - Slove - Le touch (Pschent Music) (coauteur, voix Quale follia)
- 2019 - Bon Entendeur - Aller-retour (Columbia / Sony Music) (auteur, voix Basta così)
- 2021 - Plaisir de France - #20 (auteur, co-compositeur, voix Chien)
- 2023 - Yuksek - Dance'O'Drome (Partyfine) (auteur, voix  Fantasia)

#### Singles et EP
- 2013 - Sandie Trash - Quand je serais grande je serais punk (Bleeding Gold Records) (voix Mon amour vs)
- 2018 - Slove - La discoteca (Pschent Music) (coauteur, voix Quale follia, La discoteca)
- 2024 - Italoconnection - L'Haçienda (Kwaidan Records) (coauteur, co-compositeur, voix)
- 2024 - Italoconnection - L'Haçienda (Armonics Remix) (Kwaidan Records) (coauteur, co-compositeur, voix)

#### Compilations
- 2016 - Technikart 04 - Déjà l'automne (Plugz) (Slove participation Alex Rossi - Quale follia)
- 2019 - French Songs in a Bittersweet Mood (Cézame) (Patchworks & Alex Rossi - C'est pas Sérieux, Sexy Sixties)
- 2018 - Coup d'soleil (Pschent Music) (Slove participation Alex Rossi - La discoteca)

## Vidéographie
- 2007 - Alex Rossi - Viens par ici (Thierry Gautier et Sylvain Leduc)[33]
- 2012 - Alex Rossi - L'ultima canzone (Thierry Gautier et Sylvain Leduc)[34]
- 2013 - Alex Rossi - Ho provato di tutto (Fred Ghanem et Sébastien Lopez-Stagh)[35]
- 2016 - Alex Rossi - Domani è un'altra notte (Thierry Gautier et Sylvain Leduc)[36]
- 2016 - Alex Rossi - La famiglia (Daft Punk teachers cover) (Julien Hubert)[37]
- 2019 - Alex Rossi feat. Jo Wedin - Tutto va bene quando facciamo l'amore  (Marco Dos Santos)[38]
- 2020 - Alex Rossi feat. Calypso Valois - Solo tu (Marco Dos Santos)[39]
- 2021 - Alex Rossi - Faccia a faccia (Marco Dos Santos)[40]
- 2024 - Italoconnection feat. Alex Rossi & Bunny X - L'Haçienda (Marco Dos Santos)[41]
- 2025 - Alex Rossi - L'amore fa volare (Marco Dos Santos)[42]

## Bandes originales
- La chanson Con questo amore est présentée dans le long-métrage Juillet Août par Diastème (2016).
- La chanson L'ultima canzone est présentée dans le court-métrage Fiato corto par Giovanni Iavarone (2017).
- La chanson Ho provato di tutto est présente dans le court-métrage Distant par Guido Tabacco (2017).
- La chanson Chair et canon est présentée dans la série télévisée Un si grand soleil (2018).
- Les chansons Domani è un'altra notte et Quale follia sont présentes dans la série télévisée Luis Miguel (2018).
- La chanson Quale follia est présentée dans le court-métrage Keep going par Max Joseph (2019).
- La chanson Domani è un'altra notte est présentée dans la série Maradona : Le rêve béni (2021).
- La chanson Faccia a faccia est présentée dans la série Élite : Histoires courtes (2021).
- La chanson Tutto va bene quando facciamo l'amore  est présentée dans le long-métrage Clèves par Rodolphe Tissot (2021), dans la série Les papillons noirs (2022), dans la série Détox (2022)[43], dans la campagne publicitaire de la maison de couture italienne Pucci (2022-2023), dans le long-métrage Iris et les Hommes par Caroline Vignal (2024) et dans le long-métrage Avec ou sans enfants ? par Elsa Blayau (2025).
- La chanson Je te prends est présentée dans la campagne publicitaire des bijoux Rose des Vents de la maison de couture française Christian Dior (2023-2024).

## Filmographie
- 2008 - Le scorpion bleu (Stéphane Sinde)[44]
- 2018 - 12H avec Donald Pierre (24H c'était trop long) (Ela Smithee)[45]